# Carex parallela
Carex parallela là một loài thực vật có hoa trong họ Cói. Loài này được (Laest.) Sommerf. mô tả khoa học đầu tiên năm 1826.